# Shadow Ops: Red Mercury
Shadow Ops: Red Mercury is een videospel uit 2004, die beschikbaar is voor de Xbox en Microsoft Windows. De versie voor de Xbox werd voor de Verenigde Staten uitgebracht op 15 juni 2004 en op 18 juni 2004 werd een versie uitgebracht voor gebieden waar een PAL-systeem gebruikt wordt. De versie voor de PC werd voor de Verenigde Staten uitgebracht op 21 september 2004 en op 1 oktober 2004 werd een versie uitgebracht voor gebieden waar een PAL-systeem gebruikt wordt.

## Verhaal
De speler neemt de rol aan van Frank Hayden, een elitesoldaat van de Delta Force. De eerste missie begint met het moment waarop Frank en andere elitesoldaten een poging wagen om een kernwapen, die in een klein koffertje zit en de naam "Red Mercury" heeft, in veiligheid te brengen. De bom is echter in handen van een terrorist, genaamd "Vladi the Vicious", die een Syrische stad aan de kust gebruikt als basis. Zodra de elitesoldaten de stad bereikt hebben, komt de missie in gevaar wanneer de helikopter waar de soldaten in zitten, wordt neergehaald. Enkele soldaten, waaronder Frank, weten tijdig uit de helikopter te komen voordat deze neerstort. De soldaten moeten hierna de locatie vinden waar de helikopter is neergestort, en deze veiligstellen voordat ze weer achter Vladi aan gaan, die ondertussen probeert te vluchten. Na heftige straatgevechten met Syrische terroristen, hinderlagen en een confrontatie met een T-62-tank, rent Frank voor zijn team uit in een poging om Vladi’s ontsnappingspoging te verijdelen. Hij is echter te laat, en Vladi weet te ontkomen in een helikopter. Frank vuurt op de helikopter en beschadigt deze, maar kan niet voorkomen dat Vladi ontsnapt. Hij roept daarom om versterking om de helikopter neer te laten halen, omdat de bom nog steeds intact is en Vladi er nog de controle over heeft.
De volgende scène speelt zich af in de beschadigde helikopter, die nu over de oceaan vliegt. De piloot heeft moeite met het onder controle houden van het toestel. Vladi zit achterin en opent de koffer met het kernwapen, met het doel om het wapen te ontmantelen. Eerst lijkt het alsof het lukt: de klok van het apparaat valt uit. Maar vrijwel direct daarna wordt het wapen weer geactiveerd, waarna Vladi uit de helikopter springt in een wanhopige en onsuccesvolle poging om aan de ontploffing te ontkomen. De bom ontploft, de helikopter en Vladi lossen volledig op, en de schokgolf raakt ook het vliegdekschip waar Frank en zijn team vandaan kwamen. Door de kracht van de explosie kapseist het schip, waardoor mensen, helikopters en straaljagers eraf vallen. De scène die daarop volgt speelt weer in de stad af, waar Frank en zijn team wachten om opgehaald te worden. De schokgolf bereikt ook de stad en de scène eindigt met het moment dat Frank naar achteren wordt geslingerd
De daaropvolgende scènes en missies spelen zich 72 uur eerder af. Frank en zijn team moeten zich een weg door de jungle van Congo banen om een vrachtvliegtuig te zoeken, die door lokale guerrillastrijders werd neergehaald. Zodra deze is ontdekt, trekken ze verder, onderweg belaagd door de vijandige strijders. Uiteindelijk komen ze bij een brug, die opgeblazen moet worden om zo de vijand een stap voor te zijn. Na verloop van tijd komt het team in een vijandig dorp, welke door een bombardement van F/A-18 Hornet-toestellen wordt verwoest. De opdracht die hierna vervuld moet worden, is het opblazen van een wapenopslagplaats die in een kerk is ondergebracht. Nadat dit volbracht is, moeten Frank en zijn team naar een landingsplaats voor helikopters, waar ze Kate, een National Security Agency-agent en Yuri, een Russische agent, ontmoeten. Frank gaat met hen mee naar het commandocentrum, waar hij uitleg krijgt over Vladi en de Red Mercury. Frank wordt verteld dat Vladi een koffer gestolen heeft waar een nucleair wapen in verwerkt is, met de codenaam Red Mercury. Vladi wil dit wapen naar een onderzoeksfaciliteit in Kazachstan brengen om het door middel van een chemische laser op scherp te zetten. Dit zal de Red Mecury-bom 20 keer krachtiger maken dan de bom die op Hiroshima werd gedropt.
Frank wordt in het gebied rondom de faciliteit gedropt en moet de ingang van het gebouw vinden. Onderweg moet hij langs patrouilles weten te komen en de radio’s in drie communicatietorens saboteren. Zodra Frank het gebouw bereikt heeft, moet hij al vechtend zich een weg banen op zoek naar Vladi. Op een gegeven moment is hij getuige van een ontmoeting tussen een wetenschapper en Vladi, die nu een op scherp gezette Red Mercury-bom heeft. Zodra hij Frank ziet, vermoordt hij de wetenschapper en gaat ervandoor. Frank doodt de bewakers van Vladi en ontdekt dat Galena, een oud-collega, betrokken is bij de overdracht. Frank vertrouwt haar niet en houdt haar onder schot, terwijl hij haar ondervraagt. Galena vertelt hem dat als Vladi ontsnapt met het wapen, alles verloren zal zijn. Frank bedenkt zich en samen met Galena gaat hij Vladi achterna.
Zodra ze weer op de basis zijn, worden ze door Kate vermanend toegesproken omdat Vladi met de bom ontsnapt is. Frank vertelt haar daarna dat Vladi eigenlijk een Amerikaan is, met de naam Wesley Holdan, die vroeger in hetzelfde team zat als hij zelf, en een arm verloor tijdens een operatie in Panama, waar hij Frank nog steeds verantwoordelijk voor houdt. Kate is hierdoor geschokt. Ze zegt daarna: “En je laat zomaar een eenarmige bandiet ontsnappen met beide Red Mercury-bommen?”
Frank kan dit niet geloven, en hij is boos omdat hij nooit verteld werd over de tweede bom. Galena vertelt dat de bommen alleen geactiveerd kunnen worden door een wetenschapper in Tsjetsjenië, waar Vladi dus naartoe zal gaan. Kate stuurt Frank en zijn team naar Tsjetsjenië om Vladi op te sporen voordat hij de wetenschapper bereikt heeft.
Frank moet samen met een team van Navy SEALs door het verscheurde Tsjetsjenië heen om Vladi te vinden. Ze moeten patrouilleboten saboteren en sluipschutters uitschakelen. Echter, een van Franks teamleden, Ruiz, wordt tijdens een hinderlaag in zijn schouder geschoten en ontvoerd. Frank en de overige SEALs bewegen zich snel door de stad om hem te vinden. Na fanatiek zoeken, vinden ze hem in een oude kerk. Hij wordt onder schot gehouden door een terrorist. Terwijl Frank zijn wapen op de terrorist gericht houdt, komt een SEAL via een touw naar beneden en schiet de terrorist neer, waardoor Ruiz weer vrij is. Hierna zetten ze de missie voort en halen Vladi bijna in. Ze zijn echter te laat. In een ziekenhuis treffen ze het levenloze lichaam aan van de wetenschapper, en de ruimte is ondermijnd met explosieven. Vladi, die nu in het bezit is van twee bommen, vlucht het gebied uit via een vrachtschip, waar Frank en de Navy SEALs op gedropt worden. Nadat duidelijk is dat het schip naar Syrië gaat, slagen de soldaten erin om Vladi in een hoek te drijven. Hij weet echter te ontsnappen via een helikopter aan boord en laat het schip door middel van explosieven zinken, met Frank en de SEAls nog aan boord. Ze weten echter ook te ontkomen via een helikopter, gestuurd door Kate na een oproep van Hayden. De bom is inmiddels in Syrië gelokaliseerd.
Wanneer Frank en zijn team van Delta Force-soldaten de stad binnenvliegen, realiseert Frank dat Vladi de aanval waarschijnlijk zal verwachten, en daarom geeft hij opdracht aan de piloten om de koers te veranderen en vanuit een richting te komen die Vladi niet verwacht. De helikopter wordt echter door een RPG neergehaald. Wanneer Frank bijkomt ziet hij dat zijn team uit alle macht probeert om terroristen bij de neergestorte helikopter weg te houden. Frank en zijn team slagen er uiteindelijk in om deze plek te verlaten en zich richting Vladi’s positie te bewegen, onderweg aangevallen door terroristen, bewapend met RPG’s en zelfs APC’s. Op een gegeven moment sprint Frank voor zijn team uit om de helikopter tegen te houden waar Vladi in ontsnapt (deze scène kwam aan het begin van het spel ook voor, de voorafgaande 72 uur zijn hier ingehaald).
Frank beschadigt de helikopter maar kan het niet stoppen, en roept daarom om versterking.
De beschadigde helikopter vliegt nu boven de oceaan, en Vladi opent de koffer om de bom onschadelijk te maken. Dit lukt niet, waarna hij de helikopter uit springt in een poging om te ontkomen aan de ontploffing. Wanneer de bom ontploft, worden Vladi en de helikopter vernietigd. Het vliegdekschip waar Frank en zijn team vandaan kwamen wordt omvergeblazen. In de stad wachten Frank en zijn team om opgehaald te worden, maar door de schokgolf worden ze omver geblazen en wordt de helikopter uit de lucht geslagen en stort neer, en mist Frank op een haar na omdat hij nog net kon wegduiken.
Frank wordt door de kapitein van het vliegdekschip bij kennis gebracht en krijgt te horen dat zijn team ontbonden wordt. In de scène is te zien dat gewonde Delta-soldaten worden weggedragen richting helikopters. Wanneer Frank probeert te bewegen, raakt hij bewusteloos en komt weer bij aan boord van een helikopter, waar de kapitein hem vertelt dat er nog een bom is ontdekt, en dat hij denkt dat Yuri en Galena die hebben. Ook vertelt hij dat Vladi naar alle waarschijnlijkheid slechts een afleidingsmanoeuvre was om iedereen te verwarren. Op de vraag van Frank waar Kate is, zegt de kapitein dat zij het schip al had verlaten voor de explosie plaatsvond, om Yuri en Galena te achtervolgen. Ook krijgt Frank te horen dat de bom aan boord is van een hogesnelheidstrein naar Parijs. Via een helikopter springt Frank op de trein en kan deze infiltreren. Zodra hij Galena en Yuri gevonden heeft, houdt hij zijn wapen op hen gericht en beveelt hen om niet te bewegen. Yuri zegt vervolgens dat Frank al dood had moeten zijn. Frank antwoordt daarop dat hij al heel veel had moeten zijn en dat ze verraad gepleegd hebben. Direct daarna wordt Frank door Kate bevolen om zijn wapen te laten vallen. Galena wordt door Yuri tegen Frank aan geduwd, en dan wordt het een en ander duidelijk. Frank realiseert zich dat Kate degene is die achter de terroristische organisatie zit.
In een scène is vervolgens te zien dat Yuri Galena meeneemt en een helikopter steelt, terwijl Kate via een afstandsbediening de bom die Vladi ontmanteld dacht te hebben, weer activeert. Yuri bedankt Frank voor het uitschakelen van Vladi, die inderdaad een afleidingsmanoeuvre bleek te zijn. Hij vertelt dat ze van plan zijn om de bom in Parijs te laten ontploffen, tijdens een bijeenkomst van de G8-top, waar de wereldleiders aanwezig zullen zijn. Frank vraagt hem wat voor baat hij daarbij heeft en of hij soms de Sovjet-Unie weer op de kaart wil zetten. Yuri houdt vervolgens een tirade over de glorie die zal komen en dat niemand ooit nog zal twijfelen aan de kracht van Rusland, maar wordt vervolgens door Kate doodgeschoten. Zij vertelt dat zij andere plannen heeft, namelijk de bureaucratische rommel van de wereld wegvagen, omdat zij de wereldleiders voor dwazen aanziet. Frank en Galena kunnen ontsnappen na een intens vuurgevecht, waarna Frank Galena op een helikopter zet en zelf de trein weer in springt om Kate achterna te gaan. Kate’s speciale troepen plaatsen explosieven in de hele trein, die Frank onschadelijk moet maken. Hierna moet hij de trein tot stilstand brengen en naar een andere trein springen. In het metrostation van Parijs sluit Frank zich aan bij de Franse RAID-soldaten in hun poging om het station weer te veroveren op de troepen van Kate. Frank en de RAID-soldaten slagen hierin. Frank moet vervolgens over de daken van de gebouwen rennen richting de Eiffeltoren, terwijl hij van alle kanten door de troepen van Kate wordt aangevallen. Zodra hij weer op de straat staat, krijgt hij van Galena te horen dat Kate de bom op de top van de toren wil laten ontploffen om zo een maximaal vernietigingseffect te bewerkstelligen.
Frank neemt de lift naar boven en vecht zich een weg door de verdiepingen van de Eiffeltoren. In de eindstrijd moet Frank tegen Kate vechten, die in een gevechtshelikopter zit en nog steeds de Red Mercury heeft, waarvan de teller langzaam de 0 bereikt. Frank slaagt erin om met een RPG de helikopter zwaar te beschadigen, waardoor de piloot de controle verliest en Kate uit de helikopter valt, met de bom nog in haar hand. Frank kan de bom opvangen, en beseft dat de tijd dringt. Op dat moment komt Galena hem helpen en zij ontmantelt de bom, die nog wel zal ontploffen, zij het zonder de nucleaire kracht. Frank pakt de koffer en smijt deze de helikopter in en denkt dat het daarmee afgelopen is. Galena zegt dat ze nog te dichtbij zijn, waarna de twee een liftdeur forceren en de noodrem kapotschieten, waardoor de lift naar beneden stort. De bom ontploft ondertussen, maar richt verder geen schade aan. Frank en Galena slagen erin om de lift dusdanig af te remmen dat ze de klap overleven. Zodra ze weer buiten staan, omhelzen ze elkaar en zoenen ze elkaar, onder toeziend oog van de politie en een handvol juichende toeschouwers.

## Ontvangst
Op GameRankings gaf 63% van de recensenten de Xbox-versie een goede beoordeling, en 59% de Windows-versie.